# Vejlby (Middelfart Kommune)
 For alternative betydninger, se Vejlby (flertydig). (Se også artikler, som begynder med Vejlby)
Vejlby er en landsby på Fyn med 203 indbyggere i byområdet (2024). Byen nåede for første gang over 200 indbyggere i 2010. Vejlby er beliggende nær Fynske Motorvej, seks kilometer øst for Middelfart, 14 kilometer øst for Fredericia og 44 kilometer vest for Odense. Landsbyen tilhører Middelfart Kommune og er beliggende i Region Syddanmark.
Den hører til Vejlby Sogn, og Vejlby Kirke samt Vejlby Skole og Aulby Skole ligger i landsbyen.